# Yon Hyong-muk
Yon Hyong-muk (* 3. November 1931 in Kyŏngwŏn-gun, Hamgyŏng-pukto; † 23. Oktober 2005) war ein Politiker aus Nordkorea.

## Leben
Yon Hyong-muk war der Sohn eines Partisanen im Kampf gegen die japanische Kolonialherrschaft in Korea. Seine Familie gehörte so in der nordkoreanischen Gesellschaftshierarchie zur Führungselite. Yon war ein wichtiger Politiker im Verteidigungsministerium und hier für die Verwaltung der Rüstungsindustrie zuständig. Er galt als enger Vertrauter des Machthabers Kim Jong-il zweiter Befehlshaber der Armee nach dem Diktator. Von 1988 bis 1992 war er Premierminister des Landes, in dieser Eigenschaft führte er eine Gruppe an, die einige Verträge mit Südkorea abschloss. Dazu gehörte auch ein Abkommen zur Verhinderung der nuklearen Aufrüstung auf der Korea-Halbinsel, das aber nur kleine Auswirkungen hatte. 1992 wurde er im Zusammenhang mit der Nahrungsmittelkrise in Nordkorea abgesetzt und in die Provinz Chagang-do geschickt, wo er die örtliche Parteiorganisation leitete. Später kehrte er in die Hauptstadt Pjöngjang zurück, wo er einen Posten in der Verteidigungskommission der Partei der Arbeit Koreas übernahm. 
Er starb im Alter von 73 Jahren vermutlich an Bauchspeicheldrüsenkrebs. Er war somit der dritte hochrangige Politiker, der in Mitte der 2000er Jahre starb, so dass daraufhin spekuliert wurde, dass ein Generationswechsel in der Staatsführung schneller als allgemein erwartet erfolgen könnte. Es kursierten Gerüchte, Yon sei auf Betreiben Kim Jong-ils ermordet worden, weil er im Zusammenhang mit der schlechten Wirtschaftslage in Nordkorea offen die Politik des Staatschefs kritisiert hatte.